# 1834 en architecture
| Années de l'architecture : 1831 - 1832 - 1833 - 1834 - 1835 - 1836 - 1837    |
| Décennies de l'architecture : 1800 - 1810 - 1820 - 1830 - 1840 - 1850 - 1860 |

Cet article présente les faits marquants de l'année 1834 en architecture.

## Réalisations
- La dernière reconstruction du palais présidentiel à Vilnius faite par Vasily Stasov est terminée.
- Construction de l'hôtel de ville de Birmingham.

## Événements
- x

## Récompenses
- Royal Gold Medal : x.

## Naissances
- 24 mars : William Morris († 3 octobre 1896).
- 2 août : Frédéric Bartholdi († 4 octobre 1904).
- 14 octobre : Anatole de Baudot († 28 février 1915).
- Alfred B. Mullett († 1890).
- Henry Martyn Congdon († 1922 ), architecte et designer américain

## Décès
- 2 septembre : Thomas Telford (° 9 août 1757).
- 31 décembre : Jean Nicolas Louis Durand (° 18 septembre 1760).
- Jean-Antoine Alavoine (° 1777).